# 대구대학 (1947년)
대구대학(大邱大學)은 1947년 대구에 설립되었던 사립대학이다. 설립자는 최준이다.
1967년 청구대학과 통합되어 영남대학교로 개편되었다. 

## 연혁
- 1945년 10월 대구대학 전신 경북종합대학 기성회 조직, 회장 최준 취임
- 1947년 3월 경북종합대학이 가칭 대구문리과대학으로 개교 (2년제 예과(문과·이과), 3년제 전문부(법과))
- 1947년 9월 재단법인 대구대학 설립 인가
- 1947년 10월 영문학과·법학과·정치학과·경제학과·응용화학과 6개 학과로 개강
- 1948년 9월 초대 학장 조용기 취임, 교사를 대봉동 대구중학으로 이전
- 1950년 4월 예과 초급대학 부설
- 1951년 4월 교사를 포정동 청구대학 구내로 이전, 향교재단과 합류하여 공동 운영
- 1952년 3월 부설 초급대학 폐지
- 1952년 5월 교사를 남산동 향교 구내로 이전
- 1954년 12월 대명동 신축 교사로 이전
- 1957년 6월 본관 준공
- 1958년 3월 대학원 설치, 재단법인 대구대학이 문파교육재단을 통합, 병설 대구여자학숙 설립 인가
- 1958년 4월 병설 대구여자학숙이 문과·상과·가정과·보육과로 개교
- 1961년 1월 병설 대구여자학숙을 대구대학에 통합하여 상과·문과·가정과·보육과·회계과를 가진 여자부로 개편
- 1962년 2월 여자부 국문과·상과·가정과를 병설 여자초급대학으로 변경
- 1964년 1월 재단법인을 학교법인으로 변경
- 1964년 10월 동양문화연구소, 기업경영연구소 및 천연물화학연구소 개소
- 1967년 12월 청구대학과 통합되어 영남대학교(학교법인 영남학원)로 개편